# Щелевание почвы
Щелева́ние по́чвы — один из способов обработки земли, в том числе сельскохозяйственных угодий, служащий для предотвращения ущерба наносимого водной эрозией и для лучшего насыщения водой корневых систем растений. 
Слово «щелевание», являющееся однокоренным слову «щель», говорит само за себя; суть данного приёма обработки почвы состоит в том, что при помощи специальных ножей-щелерезов почва прорезается на глубину около полуметра, при этом расстояние между щелями составляет в среднем 1 — 1.5 метра. Чтобы осуществить щелевание почвы на сколько-нибудь значительных территориях требуется приложить огромную силу, поэтому щелевание, как правило, производится механическим способом (поперёк направления склона поля, если такой присутствует), а сами щелерезы закрепляются на рамы плугов.
Во время схода дождевых и талых вод, водные потоки смывают верхние плодородные слои почв, что делая их последующее использование в сельском хозяйстве невозможным (см. Опустынивание). До появления человека роль естественных защитников почв выполняли деревья, кустарники, валуны и т.п., но люди, порой бездумно, избавились от них стремясь оптимизировать сельскохозяйственное земледелие, что в ряде случаев привело к плачевным результатам. Щелевание почвы направляет водные потоки вглубь, чем не только защищает верхний слой земли от смыва, но и наполняет почвы живительной влагой. Глубина щелевания больше, чем глубина вспашки, так как задача последней разрыхлить исключительно плодородный слой, а задача щелевания пройти сквозь него до грунта. Дело в том, что плодородный слой может вымываться не только с поверхности, но и подземными ручьями образующимися между плодородным слоем и грунтовой подушкой; такая эрозия значительно менее заметна визуально, но от того, не менее разрушительна в чём-то более опасна, так как порой обнаруживается лишь тогда, когда принимать меры по спасению плодородных почв уже слишком поздно.
Эффективность данного приёма обработки напрямую зависит как от глубины и частоты нарезки щелей (подконтрольных факторов), так и от внешних (не подконтрольных) условий.